# 北海道道49号美深雄武線
北海道道49号美深雄武線（ほっかいどうどう49ごう びふかおうむせん）は、北海道中川郡美深町と紋別郡雄武町を結ぶ道道（主要地方道）である。

## 概要

### 路線データ
- 起点：北海道中川郡美深町字美深（国道40号交点）
- 終点：北海道紋別郡雄武町字雄武（国道238号交点）

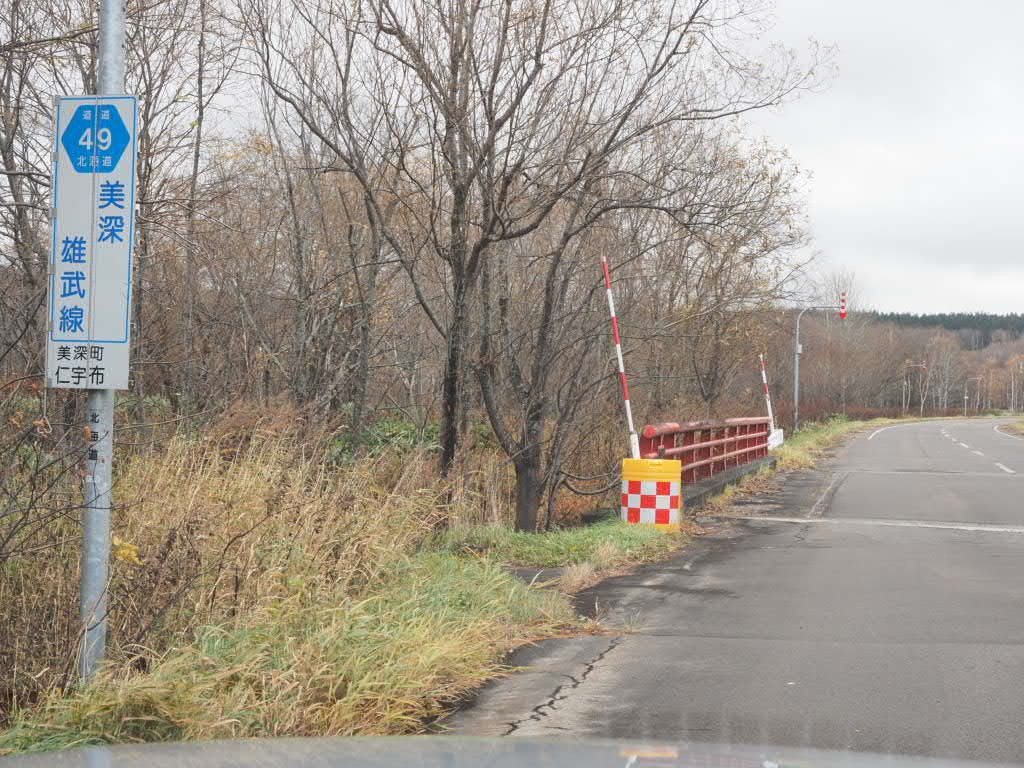
道道49号標識

- 総延長：61.745 km[1]
- 実延長：61.722 km[1]
- 重用延長：0.023 km[1]
- 道道49号標識未舗装延長：0.500 km[1]

## 歴史
- 1957年（昭和32年）7月25日 - 255号雄武美深線として路線認定[2]。
- 1971年（昭和46年）10月21日 - 路線名を美深雄武線に変更[3]。
- 1993年（平成5年）5月11日 - 建設省から、道道美深雄武線が美深雄武線として主要地方道に指定される[4]。
- 1994年（平成6年）10月1日 - 路線番号を49号に変更[5]。

## 路線状況

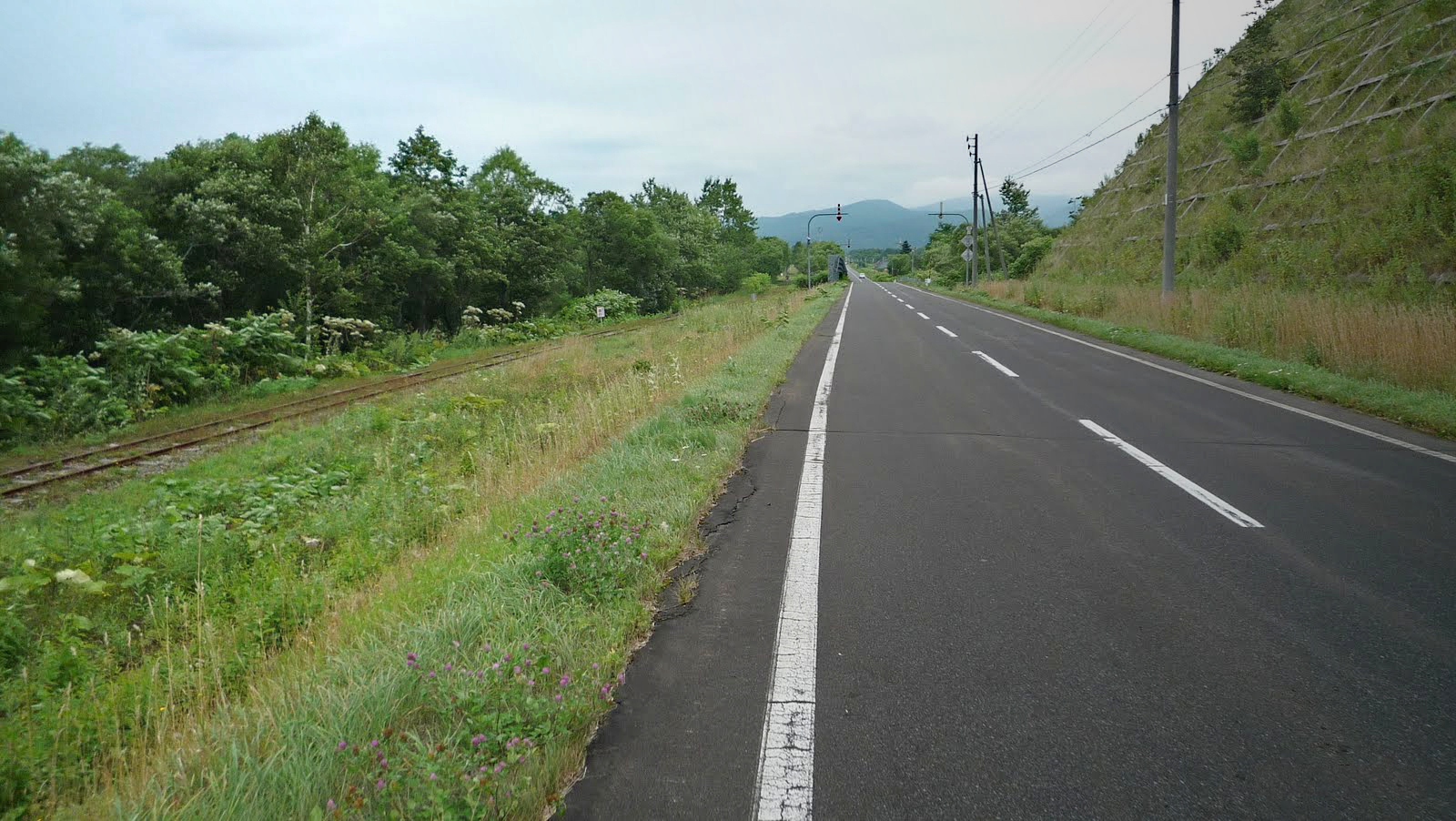
美深町の北海道道49号（右）と旧国鉄美幸線跡（左）。

### 重複区間
- 北海道道680号班渓美深停車場線：美深町字美深
- 北海道道60号下川雄武線：雄武町字上幌内

### 道路施設
主な橋梁
- 辺渓橋（ペンケニウプ川 = 天塩川支流）= 美深町字辺渓
- 第四仁宇布橋（ペンケニウプ川）= 美深町字辺渓
- 緑線橋（ペンケニウプ川）= 美深町字辺渓
- 第二仁宇布橋（ペンケニウプ川）= 美深町字仁宇布
- 第一仁宇布橋（ペンケニウプ川）= 美深町字仁宇布
- 上雄武橋（雄武川）= 雄武町字上雄武
- 中雄武橋（雄武川）= 雄武町字中雄武

### 主な峠
- 美深峠（別名：松山峠）= 美深町字仁宇布 - 雄武町字道有林
- 上幌内越峠 = 雄武町字上幌内

## 地理
美深町内は旧仁宇布駅付近まで旧国鉄美幸線沿いを走る。

### 通過する自治体
- 上川総合振興局
  - 中川郡美深町
- オホーツク総合振興局
  - 紋別郡雄武町

### 交差する道路
美深町
- 国道40号 - 美深（起点）
- 北海道道680号班渓美深停車場線 - 美深
- E5 名寄美深道路美深IC - 美深
- 北海道道252号美深名寄線 - 辺渓
- 北海道道120号美深中頓別線 - 仁宇布

雄武町
- 北海道道60号下川雄武線 - 上幌内
- 北海道道60号下川雄武線 - 上幌内
- 北海道道137号遠軽雄武線 - 上雄武
- 国道238号 - 雄武（終点）

### 沿線にある施設など
美深町
- 仁宇布簡易郵便局
- トロッコ王国美深
- 高広の滝